# Urs dresat

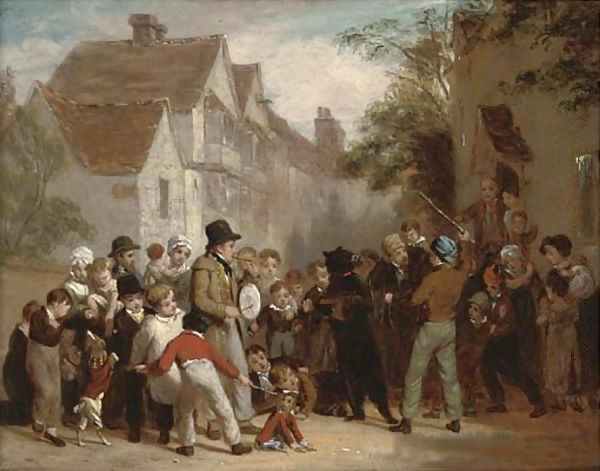
Dansul ursului de William Frederick Witherington, Anglia, 1822

Un urs dresat, numit adesea urs dansator, este fie un urs sălbatic capturat atunci când animalul era tânăr, fie un urs născut și crescut în captivitate, dresat și folosit pentru a distra oamenii pe stradă sau în taverne. Jocul urșilor era o distracție comună în Europa și Asia, începând din Evul mediu până în secolul al XIX-lea. În secolul al XXI-lea mai pot fi întâlniți urși dansatori în unele țări.

## Urși dansatori

### Istoric
Jocul urșilor a fost practicat pe subcontinentul indian timp de mai multe secole. Ultimul urs dansator din India a fost eliberat în 2009.
Romii din Arabia Saudită obișnuiau în mod tradițional să captureze pui de urs brun din regiunile muntoase din Siria, Turcia, Afganistan, Iran și Irak.
În Rusia și Siberia puii de urs au fost capturați timp de mai multe secole pentru a fi dresați și folosiți ca urși dansatori ce-i însoțeau pe lăutari (skomorokhi), așa cum este descris în Călătoriile lui Adam Olearius.
Jocul urșilor a fost larg răspândit în Europa începând din Evul Mediu până în secolul al XIX-lea. În unele țări mai este practicat și în prezent, un astfel de caz fiind semnalat pe străzile din Spania în 2007.

### Galerie

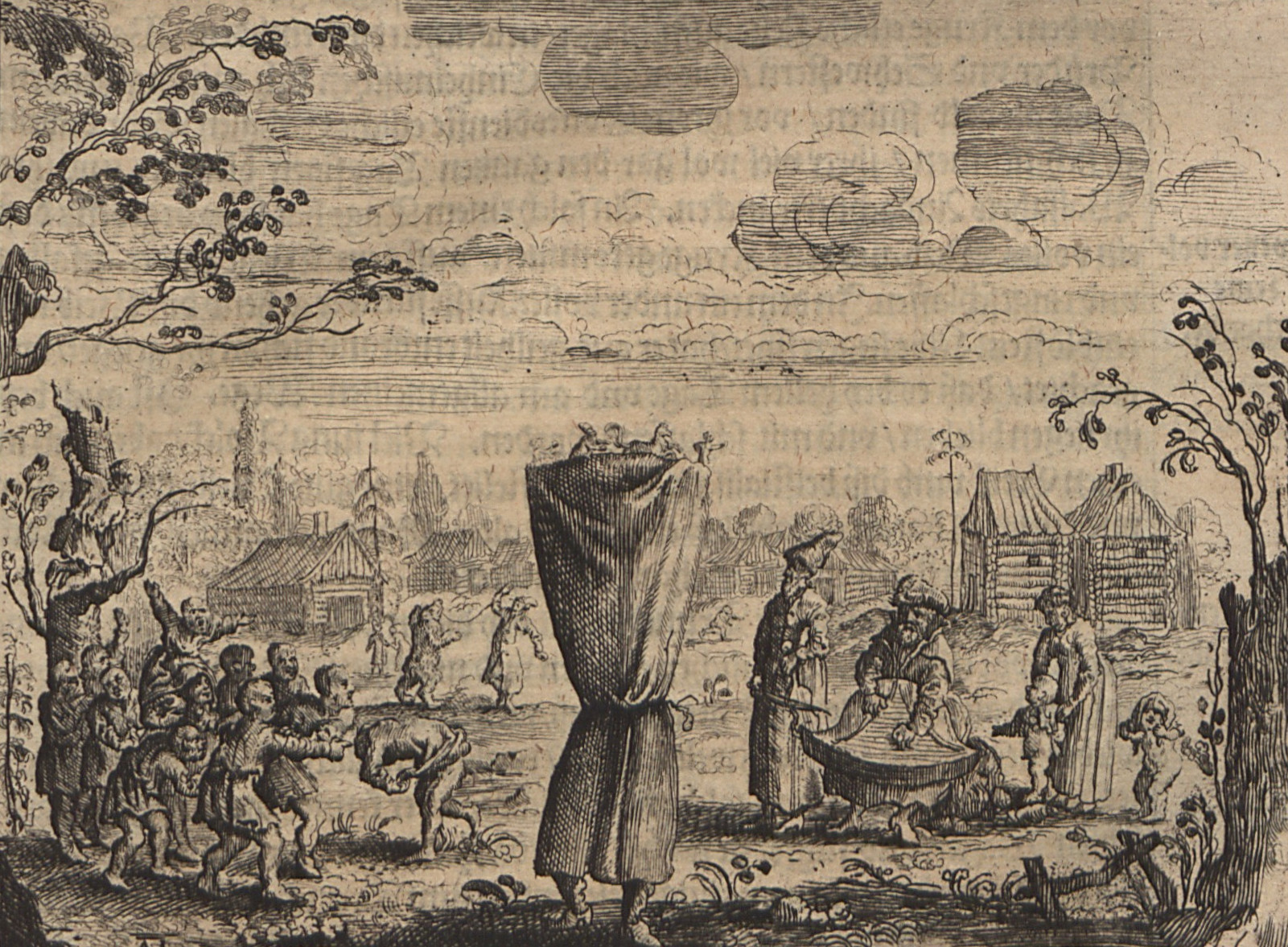
Gravură cu dansul ursului în Călătoriile lui Adam Olearius, 1656
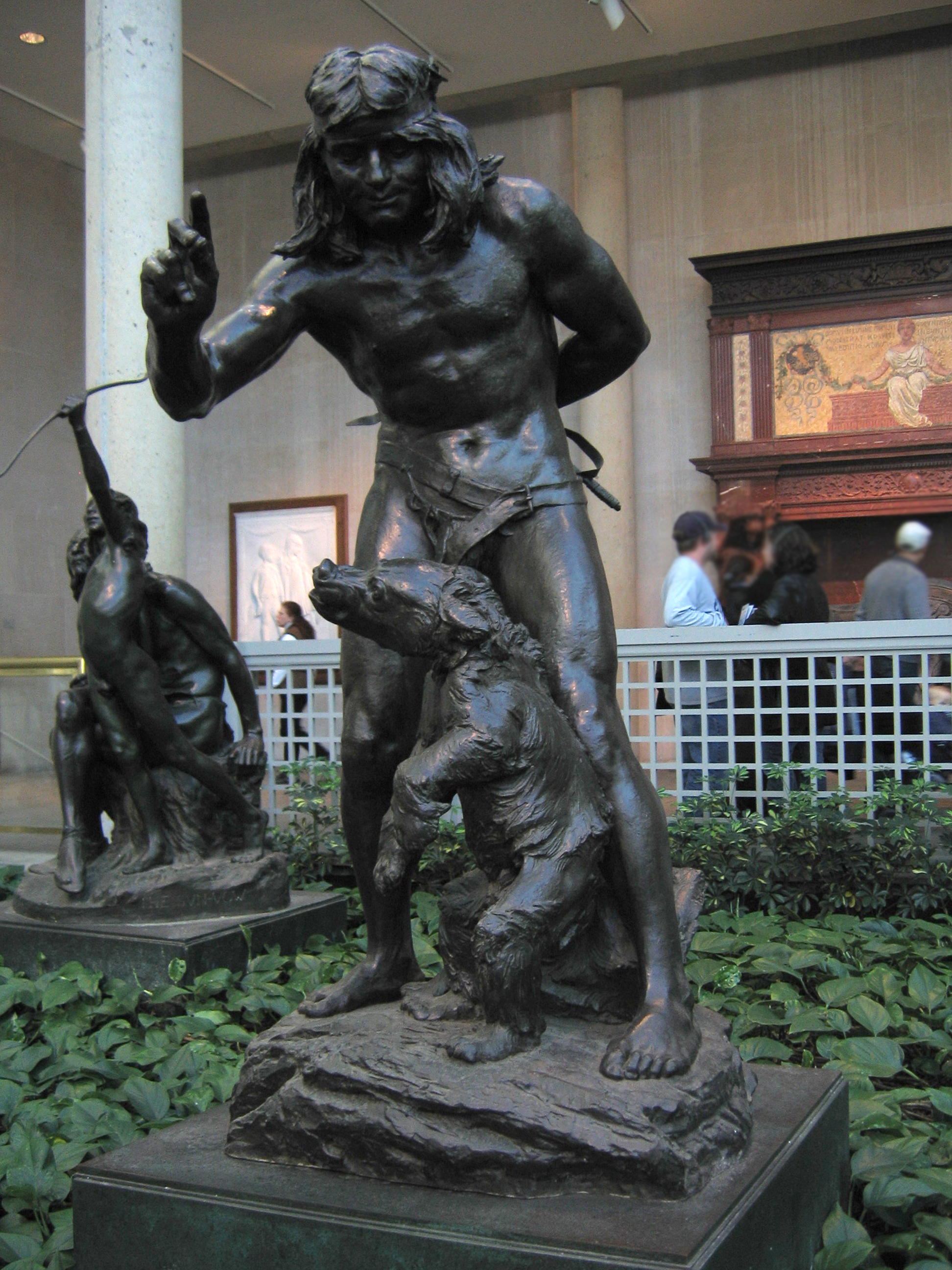
Dresor țigan, 1888, sculptură realizată de Paul Wayland Bartlett
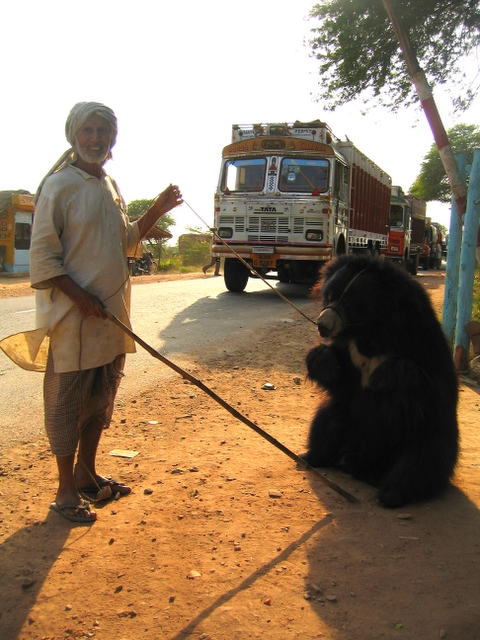
Un urs dansator în Pushkar, India, 2003
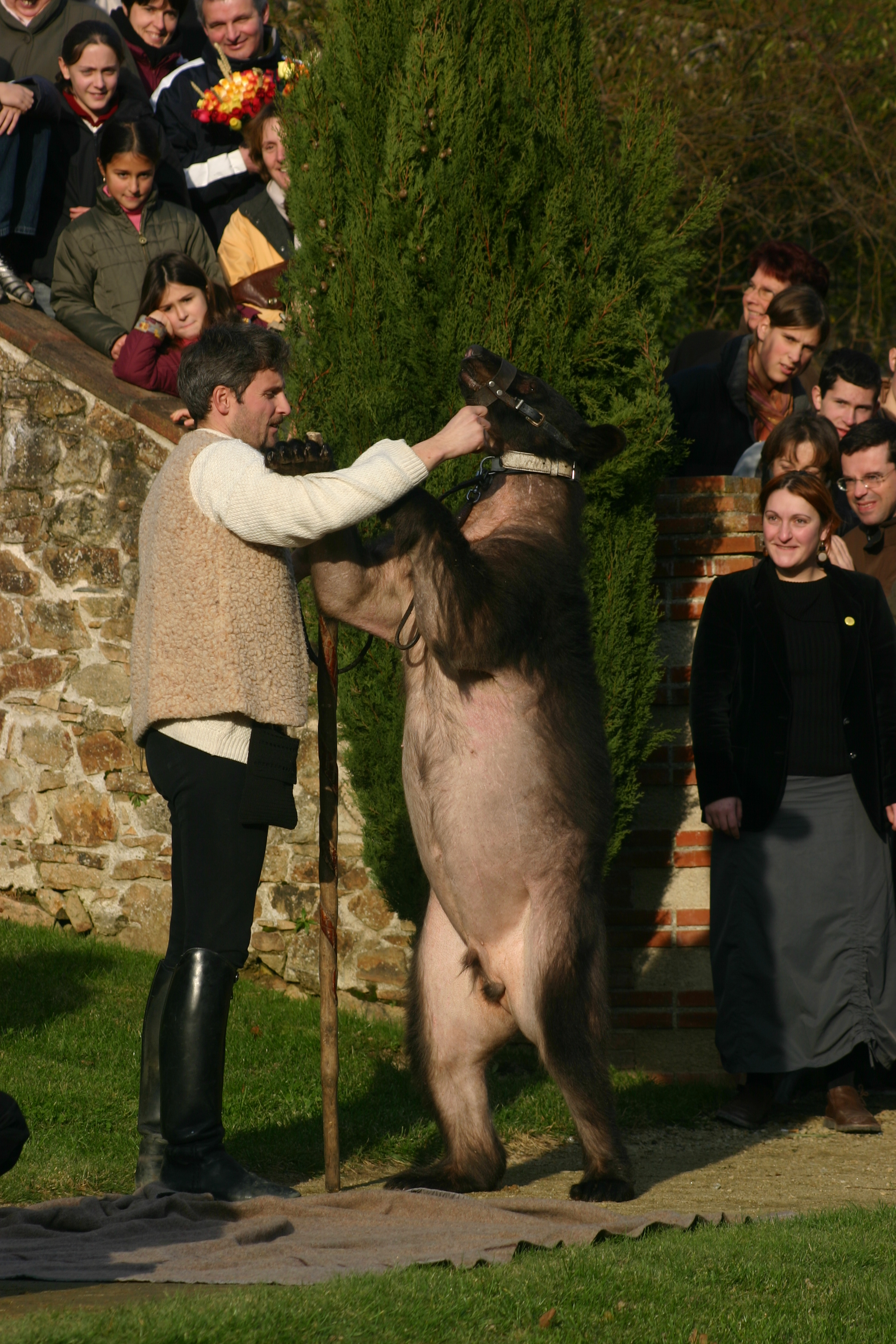
Urs dansator în Franța, 2007